# Fredrik Åkesson
Karl Fredrik Henry Åkesson(Estocolmo, 18 de julho de 1972) é um guitarrista sueco de heavy metal, membro da banda sueca de death metal progressivo Opeth. Também participa das bandas Krux, Monsters of Metal e Talisman.

## Biografia
Åkesson começou a tocar guitarra aos 12 anos. Suas primeiras influências musicais incluem Michael Schenker, Uli Jon Roth, Yngwie Malmsteen,  John Norum e George Lynch. Marcel Jacob, fundador do Talisman, realizou audições em 1992 para encontrar um novo guitarrista após Jason Bieler sair da banda para tocar com o Saigon Kick; Åkesson, na época com 19 anos, foi selecionado para a posição. Ele passou quase quatro anos com o Talisman e após cinco registros decidiu deixá-los por algo mais pesado. Åkesson, Mats Levén, John Levén e Rickard Evensand formaram uma banda chamada Eyeball que mais tarde iria mudar seu nome para Southpaw. Em 1998 Åkesson apareceu em dois álbuns: O álbum de estreia do Southpaw's e o Naïve do Clockwise. Ele também gravou uma versão do clássico do Journey, "Send Her My Love", com o Clockwise para um álbum de tributo que nunca foi lançado.

## Endorsers
Fredrik Åkesson tinha um acordo de patrocínio com a ESP Guitars que continuou em 2007. Ele também tinha o seu próprio modelo de assinatura.  Desde que entrou para o Opeth,  Åkesson mudou para guitarras PRS com amplificadores e cabos Marshall JVM 410. No vídeo clip de "Porcelain Heart" ele pode ser visto usando uma guitarra PRS Mark Tremonti Signature. Em 2009, Fredrik mudou para a Blackstar Amplification, usando a série One 200. Além de seus amplificadores Blackstar, Fredrik também usa o processador de efeitos Axe Fx da Fractal Audio. Ele deixou a Blackstar em 2012, mudando seu acordo de patrocínio para amplificadores Marshall. Em 2011, a PRS produziu a sua guitarra signature.

## Discografia

### ComOpeth
- Watershed (2008)
- In Live Concert at the Royal Albert Hall (2010)
- Heritage (2011)
- Pale Communion (2014)
- Sorceress (2016)

### Com Krux
- He Who Sleeps Amongst The Stars (2011)
- II (2006)
- Live (DVD) (2003)
- Krux (2003)

### ComArch Enemy
- Live Apocalypse (DVD, 2006)

### ComTiamat
- Church of Tiamat (DVD, 2005)

### ComJohn Norum
- Optimus  (2005)

### Com Sabbtail
- Night Church (2004)

### Com Talisman
- 7 - 2006
- Five Men Live - 2005
- Cats and Dogs - 2003
- BESTerious (Compilation) - 1996
- Best of... (Compilation, different from above) - 1996
- Life - 1995
- Five out of Five (Live in Japan) - 1994
- Humanimal - 1994
- Humanimal Part II - 1994
- Genesis - 1993

### CD singles e promos com Talisman
- Frozen (CD Single) (1995)
- All + All (CD Single) (1994)
- Todo y Todo (CD Single) (All + All Latin American market release under nickname Genaro) (1994)
- Colour My XTC (CD Single) (1994)
- Doing Time With My Baby (CD Single) (1994)
- Time after Time (CD Single) (1993)
- Mysterious (This Time is Serious) (CD Single) (1993)

### Com Human Clay
- Closing the Book on Human Clay (2003)
- Human Clay (1996)

### Com Southpaw
- SouthPaw (1998)

### Com Clockwise
- Naïve (1998)